# Katerina Kalitko
Katerina Kalitko (Vinica, 8. ožujka 1982.), ukrajinska je spisateljica i prevoditeljica. Dobitnica je književne nagrade Joseph Conrad 2017.

## Život
Sa sedamnaest godina pobijedila je na svom prvom pjesničkom natječaju „Hranoslov” (1999). Nakon završetka školovanja u Vinici, studirala je političke znanosti i novinarstvo na Kijevo-mogiljanskoj akademiji od 1999. do 2005. godine. Od tada živi i radi u Vinici i u Sarajevu.
Već 2000. godine postala je članica Nacionalnog saveza pisaca Ukrajine. Njezina duga priča „M(h)isterija” objavljena je 2006. godine. Od 2008. godine prevodi bosanskohercegovačke autore. Prvi ulomci iz njezinih djela pojavili su se na njezinoj web stranici i u ukrajinskim književnim časopisima. Njezini prijevodi Meline Kamerić i Miljenka Jergovića objavljeni su 2012. i 2014. godine. 
U Lavovu je objavljena njezina zbirka „Zemlja izgubljenih ili mali zastrašujućih priča” 2017.. Iste godine bila je dobitnica književne nagrade Joseph Conrad. Objavljuje za nakladu Meridian Czernowitz i osnovala je Festival kratke priče Intermezzo. Godine 2023. dodijeljena joj je Ševčenkova nagrada. Članica je Ukrajinskog PEN kluba.